# Чернозем (Болгария)
Чернозем (болг. Чернозем) — село в Болгарии. Находится в Ямболской области, входит в общину Елхово. Население составляет 100 человек.

## Политическая ситуация
Чернозем подчиняется непосредственно общине и не имеет своего кмета.
Кмет (мэр) общины Елхово — Петыр Андреев Киров (коалиция партий: Граждане за европейское развитие Болгарии (ГЕРБ), Демократы за сильную Болгарию (ДСБ), Земледельческий народный союз (ЗНС), Союз демократических сил (СДС), Союз свободной демократии (ССД)) по результатам выборов в правление общины.